# Phekoo
Шон Феку (англ. Sean Phekoo, сценическое имя — Phekoo; род. 13 февраля 1981) — американский композитор, музыкант и продюсер. Участник группы Red Diamond Dogs (RDD). В 2013 году стал первым иностранцем, получившим награду Japan Record Awards (номинация «Песня года»).

## Музыкальная карьера

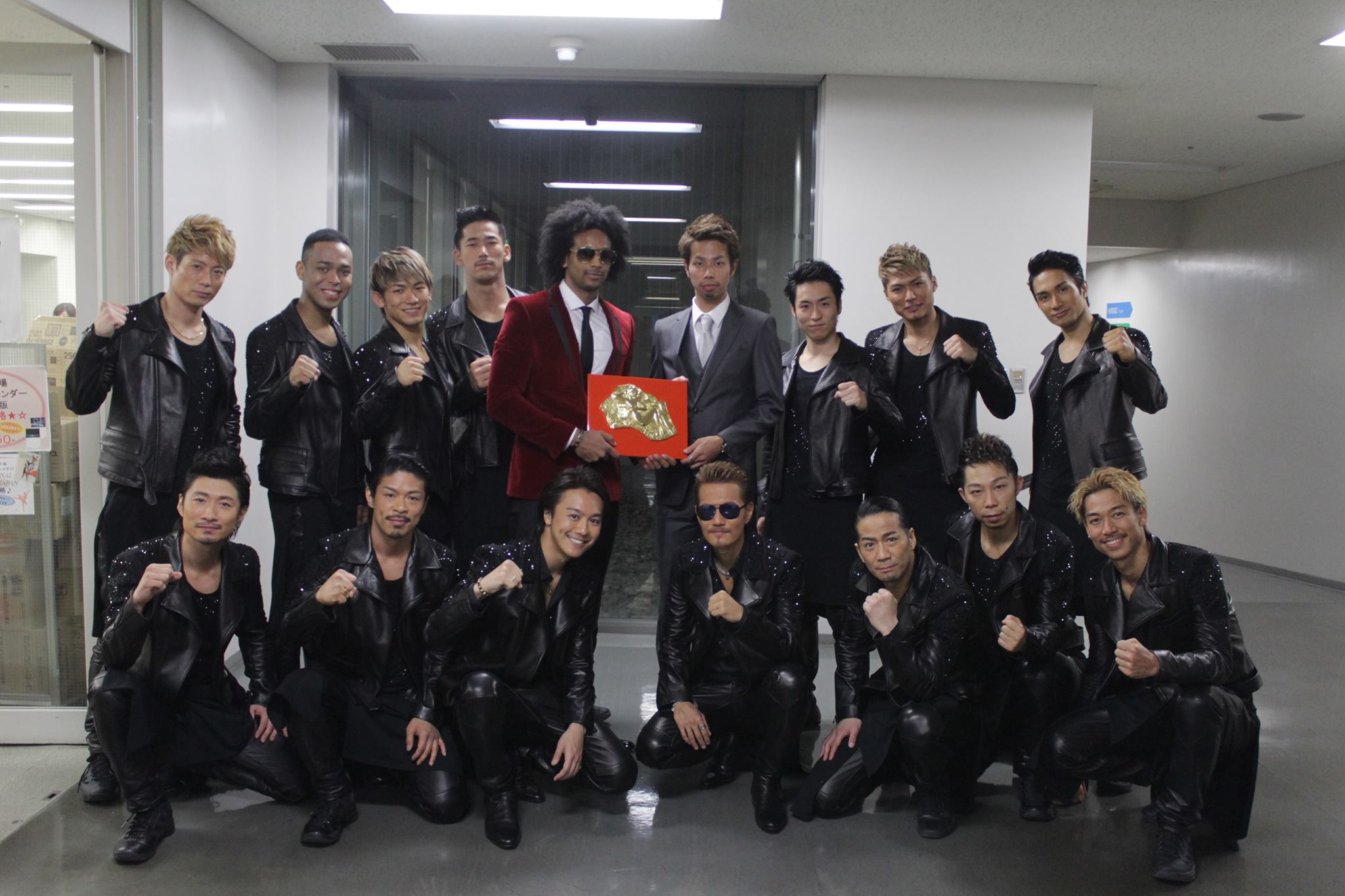
Phekoo и Exile на 55-м Japan Record Award Show, 30 декабря 2013

Phekoo является автором миллионного (1,012,407 проданных копий) сингла группы Exile EXILE PRIDE ~Konna Sekai wo Aisuru Tame~. Песня была выпущена 3 апреля 2013 года, и заняла первое место в Oricon Singles Chart, а также пятое место среди японских синглов-бестселлеров 2013 года.
Также Phekoo написал песню Angel Heart, вошедшую в альбом Love Ballade японского певца Exile Atsushi. 3 декабря 2012 года Love Ballade заняла первое место в Oricon Chart. Песня, написанная Phekoo, стала музыкальной темой для кампании «Cross Now!» японского Красного Креста в 2014 и 2015 годах.
С 2016 года играет в японской поп-группе Red Diamond Dogs. В том же году RDD дебютировали с японским туром «Exile Atsushi It’s Showtime!!», отыграв 11 шоу.

## Дискография

### Exile Atsushi
| Название                                                                  | Детали                                                                           | Максимальная позиция | Продажи   | Сертификат         |
| ------------------------------------------------------------------------- | -------------------------------------------------------------------------------- | -------------------- | --------- | ------------------ |
| Exile Pride ~Konna Sekai wo Aisuru Tame~ (яп. 〜こんな世界を愛するため〜) | - Исполнитель: EXILE - Сингл - Релиз: 3 апреля 2013 года                         | 1 (2x)               | 1,012,407 | Japan Record Award |
| Angel Heart                                                               | - Исполнитель: Exile Atsushi - Альбом: Love Ballade - Релиз: 3 декабря 2014 года | 1                    | 100,000+  | RIAJ: Gold         |

### Red Diamond Dogs
| Название                           | Исполнитель      | Релиз                |
| ---------------------------------- | ---------------- | -------------------- |
| Beautiful Gorgeous Love            | Red Diamond Dogs | 6 июля 2016 года     |
| Stand By Me (RED DIAMOND DOGSの曲) | Red Diamond Dogs | 15 февраля 2017 года |